# Pymme’s Brook
Der Pymme’s Brook ist ein Wasserlauf in Greater London. Er entsteht am südlichen Ende des Beech Hill Lake im London Borough of Barnet als dessen Abfluss und fließt in südlicher Richtung. Nördlich der U-Bahn-Station Arnos Grove wendet er sich in einer östlichen Richtung, in der er bis zu seiner Mündung in den River Lea fließt. Vom Pymmes Park an (51° 36′ 56″ N, 0° 4′ 21″ W) wird er dabei unterirdisch bis zu seiner Mündung geführt.